# Chiesa di Santa Maria dei Grani
La chiesa di Santa Maria dei Grani, edificata nel 1538 e rimaneggiata nel 1809. È costruita sul casale medievale di S. Maria de Grana tenuto nel XIII secolo, durante il regno di Federico II, a contribuire alla manutenzione del Castello di Oria. Sita nel territorio del comune di Francavilla Fontana al confine con il comune di Villa Castelli, nei pressi della sorgente del Canale Reale e della Torre dell'Antoglia.

## Descrizione
L'interno, rimasto inalterato nel corso dei secoli, è un esempio di tardo barocco leccese impreziosito da affreschi raffiguranti la Madonna Odigitria; è dotata di portale unico dominato da un semplice rosone circolare e un Campanile a vela sormontato da un timpano. La pianta è a croce latina, con un'unica navata divisa in due campate voltate a botte lunettata. L'intero complesso architettonico, che comprende anche un forno ed una stalla, è fortificato da un alto muro a secco  che richiama caratteri tipici nella campagna della Murgia. 

## Stato attuale
La chiesa versa oggi in totale stato di abbandono.

## Epigrafi
sulla facciata della chiesa è incisa l'epigrafe: